# Öngüt
Les Öngüt (Köktürk : wak mongol : ᠠᠨᠭᠤᠳ Önggüd, chinois : 汪古部 ; pinyin : wānggǔ bù), ou « Tatars blancs » sont les membres d'une maison aristocratique turco-mongole présente en Mongolie-Intérieure, vers (Ordos), avant la formation de l'empire Mongol.
Des Ongüt se sont convertis au christianisme nestorien. De leurs rangs seraient issus Yahballaha III , catholicos de l'Église de l'Orient de 1281 à 1317 et Rabban Bar Sauma, visiteur général de cette Église pour toutes les provinces d'Orient.

## Généalogie
- Alaqush Digit Quri, (Алахуш Дигитхури), (v.1170 - 1211), aristocrate, gendre de Gengis Khan;
  - Buyan Shiban, (v.1190 - 1211);
  - Boyaoche, (v.1195 - ap.1225);
    - Kün Buqa (君不花), Prince Zhongxiang, (v.1225 - ?)
      - Nanqiadai, Prince Zhonglie (忠烈王) - marié à une princesse Bordjigides, Yilianzhen.
      - Kölinček, Prince Zhao Kangxi - marié à la princesse Uyghur (Huihe, 回鹘公主), petite-fille de Büri
      - Antong

    - Ay Buqa (愛不花), (v.1230 - ?), - marié à la princesse de Zhao, Yuelie (赵国大長公主), fille de Kublai Khan.
      - George (Körgis, 闊里吉思), (v.1250 - 1298/9), Prince de Gaotang - marié à la  princesse de Qi, Qutadmish, fille de Zhenjin, puis à la princesse Zhao, fille de Temür Khan;
        - Jean (Shùān, 朮安), (v.1270 - ap.1310) - marié à Aratnabala, fille de Gammala (1263-1302), fils de Zhenjin.

      - Esen Qaymish (décédé jeune)
      - Johannan (Shùhūnán, 朮忽難), Prince de Gaotang - sa première épouse est la princesse Yemian'ganzhen, fille du prince Qurudai (petit-fils de Khülgen, fils de Gengis Khan), sa seconde épouse est la princesse Ashituluhu, fille de Naila Buqa (petit-fils de Darmabala)
      - Aribadai - marié à la princesse Nulun, fille du prince Wangze de Wei, (arrière petit-fils de Möngke)
      - princesse Bizhaxia - épouse de Gammala
      - princesse Yeliwan - épouse d'Altan Buqa, fils de Manggala
      - princesse Qutluq - épouse d'Ebügen, fils de Qurudai

    - Yer Buqa (拙里不花) - Gouverneur du Yunnan;
      - Constance (Quštanz, 火思丹) - marié au prince Zhuhuzhen, fils du prince Buluochu (arrière petit-fils Ögedei)